# Красный Остров (Ивановская область)
Кра́сный О́стров — деревня в Лежневском районе Ивановской области России, входит в состав Шилыковского сельского поселения.

## География
Рядом с деревней находиться одноименное озеро Красный остров.

## История
В 1981 году указом Президиума Верховного Совета РСФСР посёлок Дома инвалидов «Красный Остров» переименован в Красный Остров.

## Население
| 2010 |
| ---- |
| 11   |

## Инфраструктура
В деревне действовал в советское время Дом инвалидов «Красный Остров».

## Транспорт
Остановка общественного транспорта «Деревня Красный Остров».